# Bansoa
Bansoa est un village du Cameroun, chef-lieu de groupement de la commune de Penka-Michel, situé dans le département de la Menoua et la région de l'Ouest. 

## Géographie

### Localisation
Le village se situe à 13 km à l'ouest du chef-lieu communal Penka-Michel, environ 22 km de Bafoussam et à 28 km de Dshang, par 5°22 de latitude Nord et 10° 21 de latitude Est comme chef Feuh Tchinda II Djontu Jean de Dieu.

### Géologie et relief
Le village s’étend sur une superficie d'environ 113 km2. Les villages limitrophes sont : Bafounda et Bamendjo au Nord, Baloum et Bamendjou au Sud, Bamendou et Balessing à l'Ouest, Batcham au Nord-Ouest, Bameka à l'Ouest et Bamoungoum au Nord-Est.

### Hydrographie
Le village est traversé du Nord au Sud par un cours d'eau (Membi). On y retrouve aussi de petites chutes d'eau à l'exemple de la Metché, de Nehok et de Nkeu Nta'a Tet.

### Climat
Le climat est de type équatorial avec un régime de pluies équatoriales. Tout au long de l'année, on observe deux saisons sèches (novembre, mars) et deux saisons pluvieuses (avril, octobre).

### Végétation
La végétation se compose d'une savane arborée et arbustive. 

### Sol
Le sol est sableux et volcanique.

## Histoire
Bansoa est instauré comme l'un des quatre districts du département de la Ménoua en 1960. En 1962, il s'étend sur quatre cantons et compte 40 093 habitants, la principale ethnie est bamiléké, le canton de Bansoa compte 15 829 habitants. Le district devient arrondissement en 1962, et prend le nom de Penka Michel, du nom du héros local Papa Penka Michel (1914-1998), commerçant, planteur et petit-fils du chef Bassokeng de Bansoa.

## La chefferie traditionnelle
La chefferie de Bansoa est reconnue comme chefferie traditionnelle de 2e degré par l'administration  camerounaise. Les principaux chefs traditionnels connus sont les suivants:
- 1re Kentchoukuet originaire de Dshang;
- 2e Noudjie
- 3e Komena
- 4e Djuntu
- 5e Tchinda, tué durant la période du maquis

### Les organes de délibération
Plusieurs organes de délibérations sont mis sur pied pour délibérer sur des conflits traditionnels:
- Le conseil des neuf (Mekam Nevfeu) : il s'agit d'un conseil traditionnel composé jadis de neuf notables. Ils sont les législateurs et demeurent l'organe de délibération suprême du village et constituent un contre-pouvoir vis-à-vis de la royauté. Son rôle est consultatif et toute décision ou résolution prise nécessite leur avis préalable. Ses membres sont les plus proches collaborateurs du roi, de ce fait, c'est ce conseil qui accompagne le roi durant son intronisation afin de garantir la légitimité de celui-ci. C'est toujours ce conseil qui détient le nom du futur successeur du roi en cas de décès de ce dernier. Leur nombre est symbolique et traduit le pouvoir sur naturel du protecteur spirituel du village[10].
- Le conseil des sept (Mekam Sampa) : Ce conseil revêt un caractère beaucoup plus mystique que le précédent en ce sens qu'on lui attribue la particularité d'être en contact avec les forces invisibles de la nature. Ils sont  les spécialistes des us et coutumes du village et veillent au respect de ceux-ci par tous, tandis que le conseil des neuf est chargé d'accompagner l'intronisation du nouveau roi, le conseil des sept est chargé de l'intronisation effective[10].
- Les sociétés secrètes (Mekoum Nshiè) : il s'agit ici des confréries donc le rôle et les missions sont multiformes. En effet, ces dernières sont garantes de la tradition, conseillers du roi et peuvent dans certaines mesures sanctionner les notables et tout autre membre du village ayant enfreint la tradition. Les membres constituant ce groupe sont rigoureusement sélectionnés parmi les habitants du village et suivent des pratiques initiatiques secrètes. Les secrets et autres informations concernant les activités de ce groupe ne peuvent être divulgués, ceci a permis aux groupes de conserver leur authenticité tout au cours du temps. La plus prestigieuse société secrète est le Ku'ngang[10].

## Villages
Le groupement de Bansoa s'étend sur la partie orientale de la commune de Penka-Michel et est constitué de 11 villages : Bajeghang, Bajong, Bakassa, Baké, Balatsit, Bametsam, Baneghang, Banock, Batotcha, Bawang et King Place.

## Culture locale et patrimoine

### Langue
La langue parlée par les ressortissants de la localité est le bansoa ou sa'a, un des cinq dialectes du g'mbâ ou ngomba, un diminutif de « g'mbâ ? g'mbâ » qui se traduit en langue française par (je dis bien ?). Il s'agit d'une langue du peuple bamiléké de la région de l'Ouest du Cameroun. Par ailleurs sa prononciation de cette formule constitue un code de reconnaissance et de ralliement entre les habitants du village. cette formule s'emploie pour obtenir des renseignements.

#### Ku'ngang
Le Ku'ngang fait partie de la culture profonde des Bansoa. Sa tenue traditionnelle comporte des formes propres à la culture du village. Selon une croyance locale, la danse du Ku'gang favorise une récolte abondante au cours de l'année. Le folklore lié à la danse évolue avec l'époque, de ce fait, deux versions de cette danse sont actuellement pratiquées : 
- Le « Ku'ngang aux cheveux » : il s'agit de la forme la plus connue et vulgarisée de cette danse. Son nom se rattache aux cheveux naturels incorporés traditionnels liés à cette danse. Son organisation est effectuée via les clans qui siègent de manière autonome. On en dénombre huit: Ndi Mbah Sengang - Ndi Ndze Tsinkem - Ndi Mbè Muntang - Ndi tendzodon - Mbè Ndeffeu Téne - Ndi Mbè Tamendouo - To'otcha'a - Djulah[13].
- Le « Ngoup Nekou » : il s'agit de la forme la plus ancienne de la danse, son origine remonte à la création du village. Les principaux adeptes de ces danses sont des herboristes, détenteurs de la pharmacopée du village. Ceux-ci se réunissent de façon hebdomadaire pour partager leurs expériences, ou lors de l'organisation des funérailles d'un des leurs. À la différence de la première forme de danse, sa tenue est faite de feuilles sèches de bananiers soutenues par les filaments de la plante herbacée[13].

Les tenues de danse évoluent avec l'arrivée des premiers colonisateurs. Les principales modifications concernent l'ajout d'une pièce d'étoffe noire, d'un sac de jute, de cauris et de quelques coquilles. Deux clans siègent pour l'organisation de cette forme de danse : Ndi Mbah Taku'u et Jean-Marie.
Plusieurs autres activités culturelles sont organisées afin de promouvoir la culture Bansoa, parmi lesquelles on peut citer :
- La journée de la fille Bansoa[14]

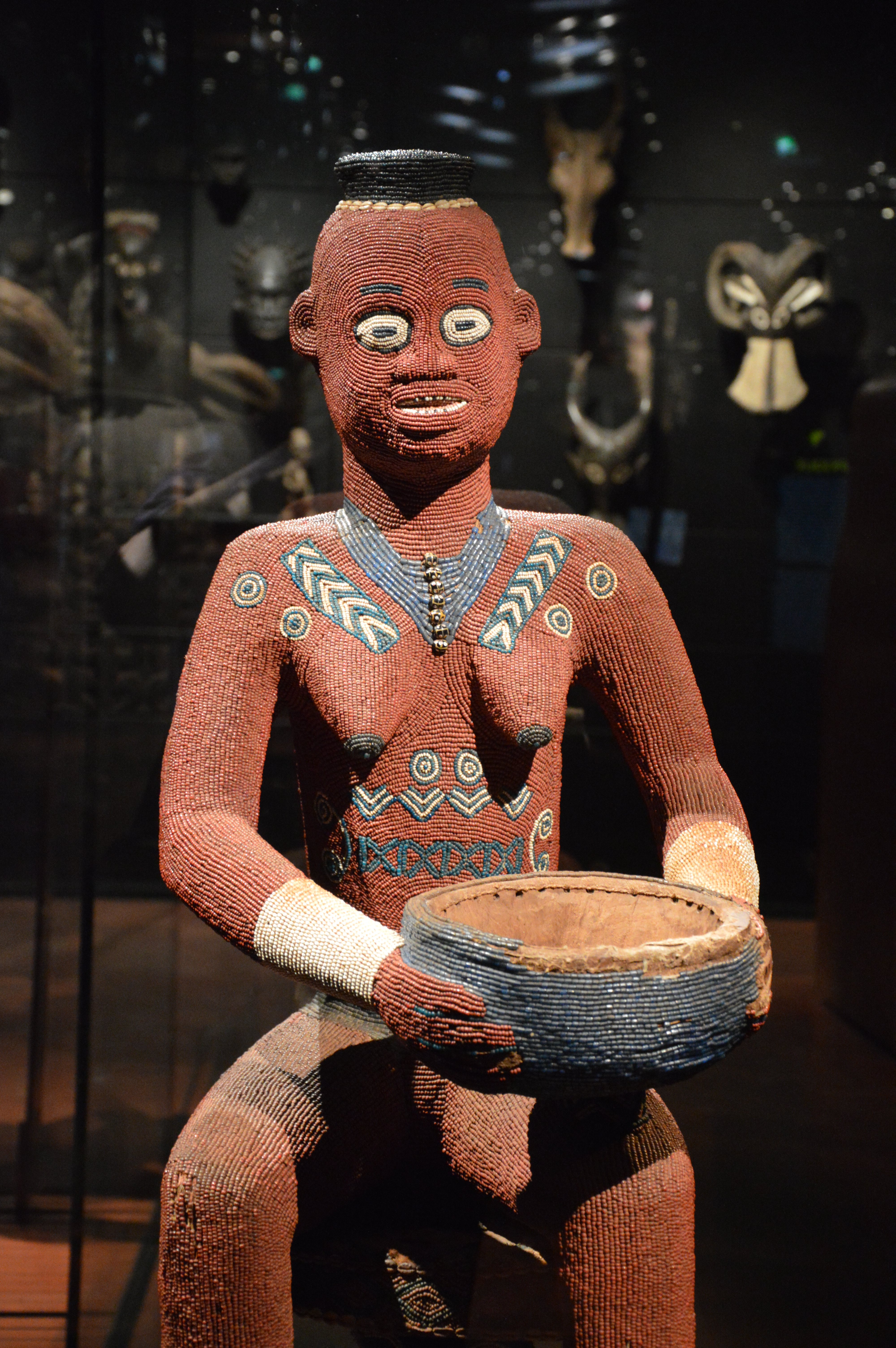
Reine porteuse de coupe.
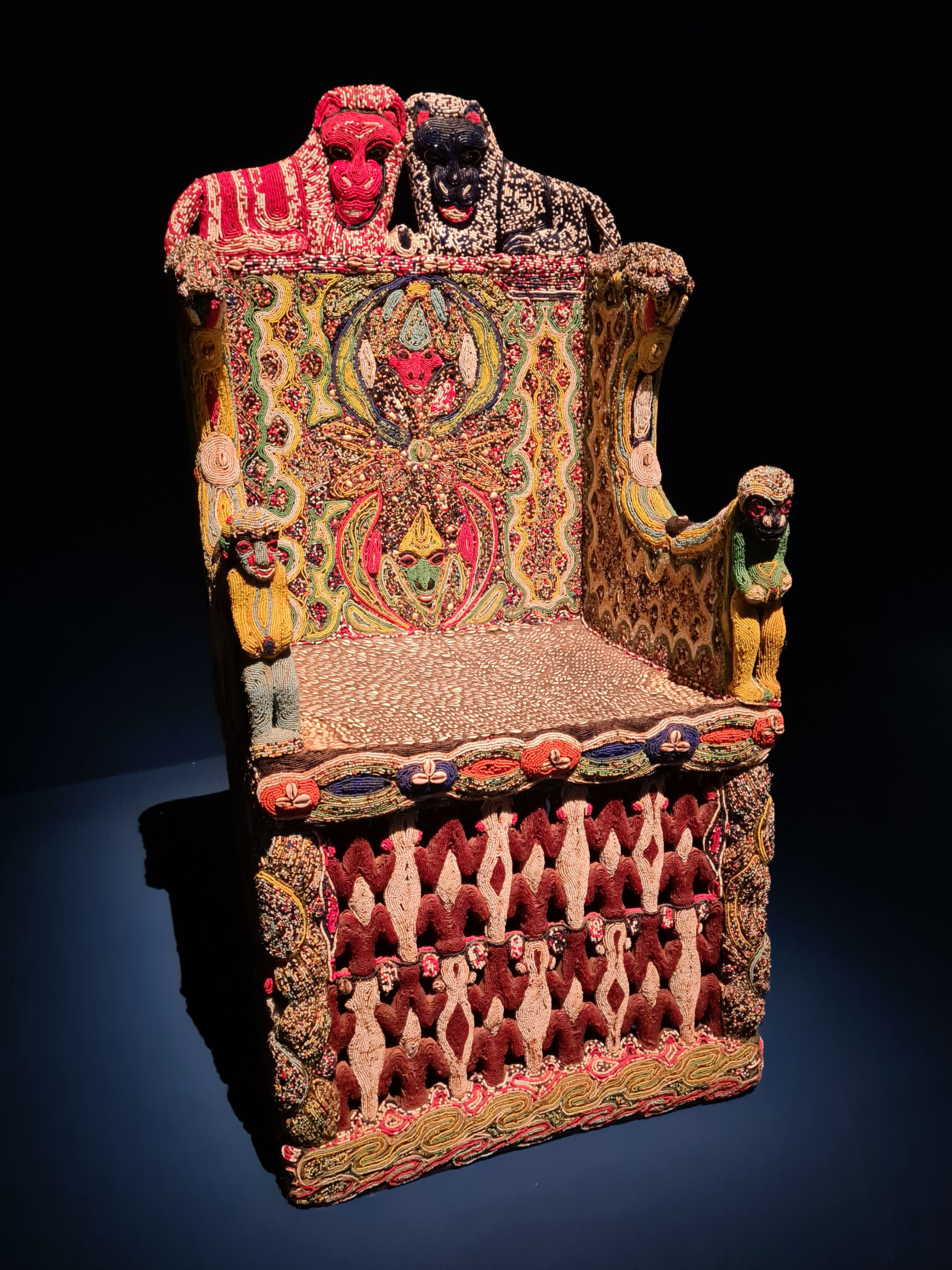
Trône perlé.
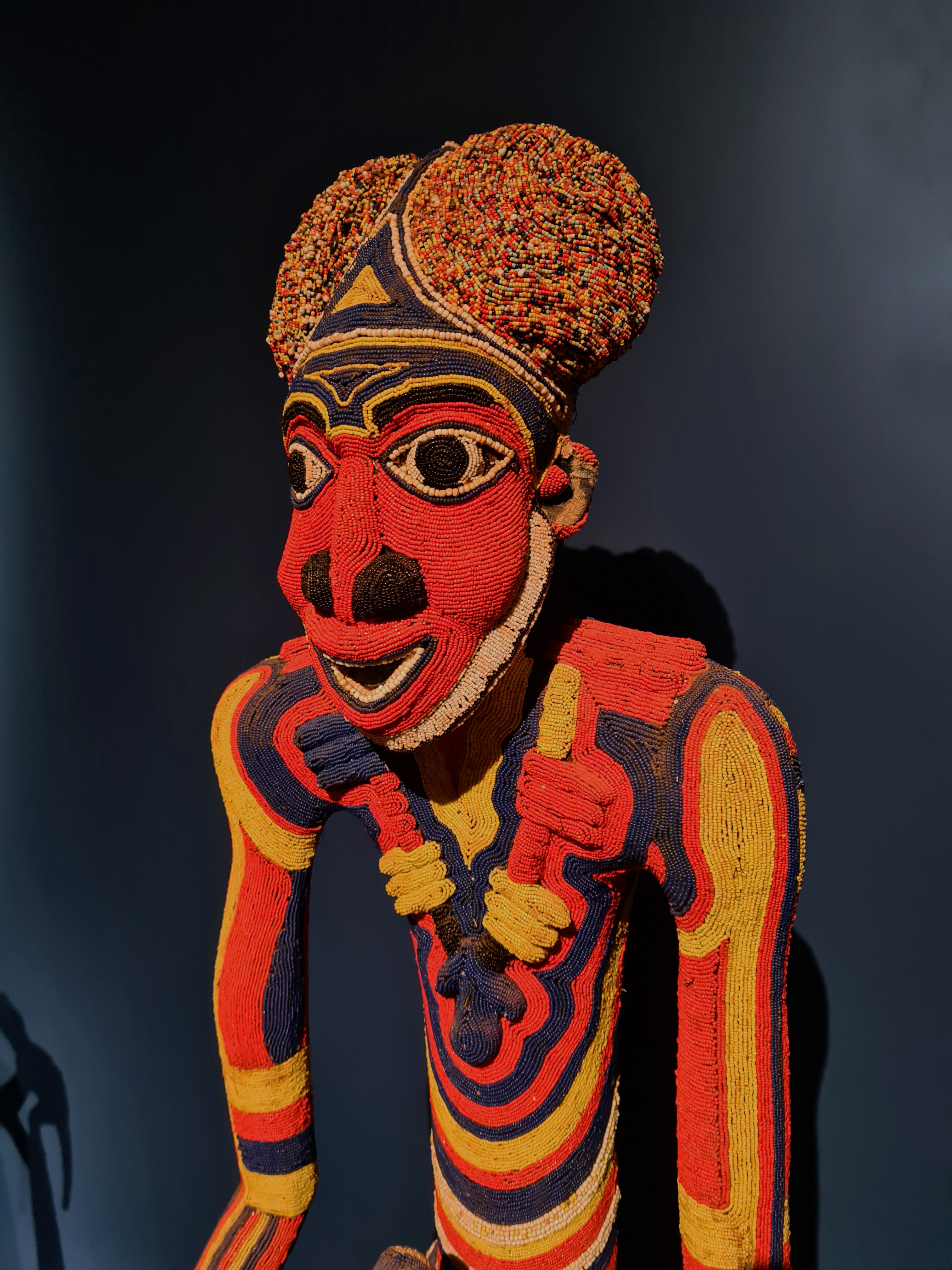
Contenant de partage perlé (détail).
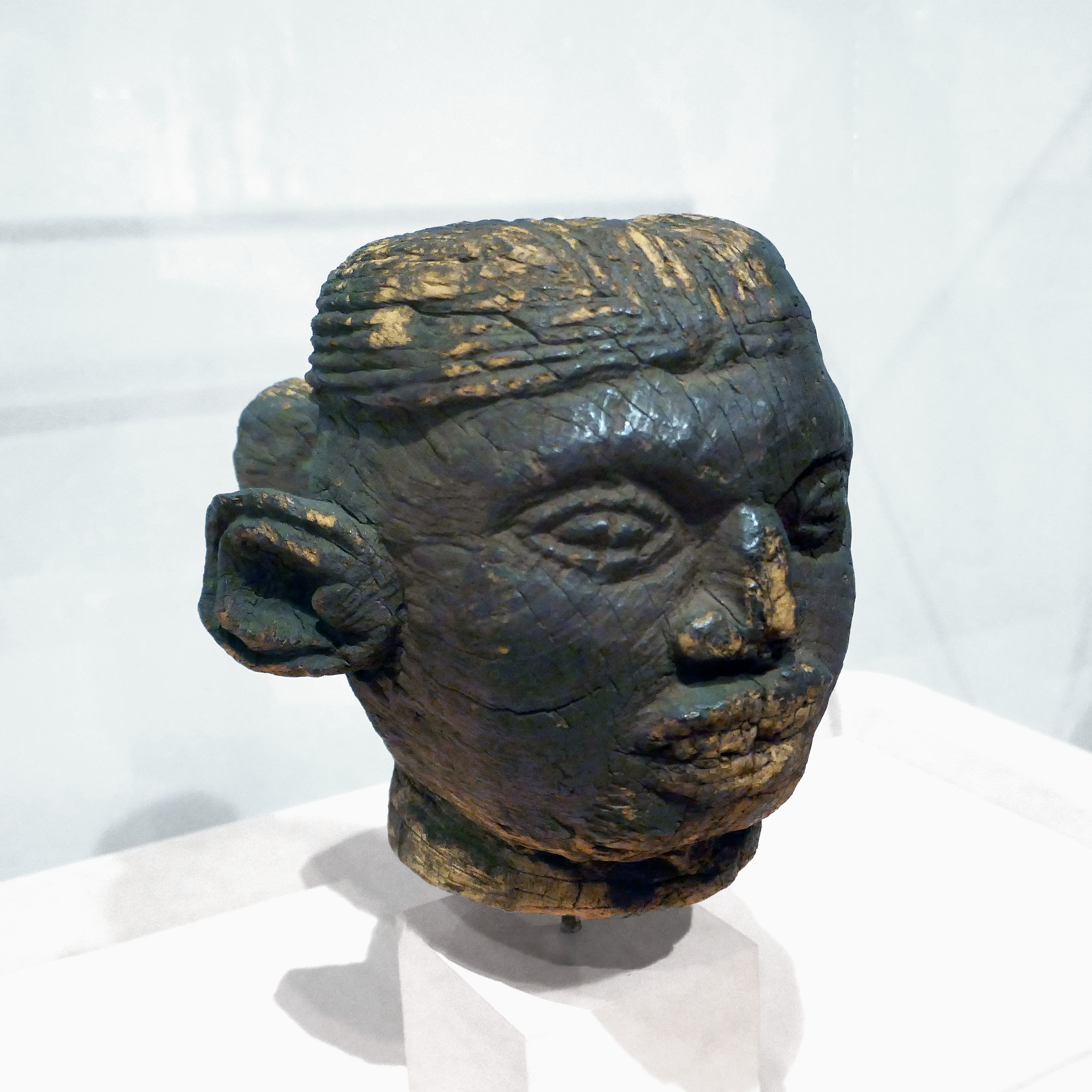
Élément de tambour figuratif.

## Population et société
Lors du recensement de 2005 (3e RGPH), on y a dénombré 19 745 habitants.

### Cultes
Le groupement compte trois paroisses catholiques relevant de la doyenné de Doumelong du diocèse de Bafoussam : Saint Vincent de Paul de Bansoa-Bandja, Saint Robert de Bawong et Sainte Marie-Madeleine de Baneghang.

## Économie

### Agriculture
L'essentiel des activités du village se résume à l'agriculture et l’élevage. Les principales cultures sont le café arabica, le maïs, l'arachide, le bananier, le plantain, le manioc, les pommes de terre, le haricot, les fruits verts. La culture du café est la principale activité de rente des habitants. Cependant, du fait de la décentralisation et l'absence des subventions du gouvernement auprès des agriculteurs, une majorité importante de ceux-ci s'est reconvertie dans les activités économiques beaucoup plus libérales, telles le petit commerce. 

### Tourisme
Plusieurs sites touristiques sont présents dans le village:
- Le Gwo-gon; il s'agit d'un énorme rocher où selon la tradition orale, les princes et frère Bansoa, Bamendjou et Bameka décident chacun d'aller fonder sa propre chefferie tout en vivant dans une parfaite harmonie.
- Le Ngoh Lah, il s'agit d'un site caractérisé par la pauvreté du sol où rien ne pousse. On attribue cette pauvreté du sol au départ controversé du chef de quartier Banock;
- Le kueu-me-Mbeuh, il s'agit d'une plaine assez verdoyante et luxuriante. On y retrouve un relief assez atypique caractérisé par la présence des massifs rocheux et d'une grotte.
- Les chutes de Metché, il s'agit des chutes limitrophes du village Bafounda. l'histoire des chutes est rattachée aux persécutions et exactions subies par les nationalistes durant la période post-coloniale. En effet, les maquisard étaient exécutés et jetés dans les chutes. Après cette funeste période, le site s'est transformé en lieu de pèlerinage ou les riverains déposent les sacrifices pour les défunts.

## Personnalités liées à la localité
- Emmanuel Peughouia, homme d'affaires et entrepreneur, est né à Bansoa.
- Bernard Fokou, homme d'affaires et entrepreneur Bansoa.
- Dieudonné Bougne, homme d'affaires et entrepreneur Bansoa.66
- Landry Antoine lemogo alias président tchop tchop présentateur tv et producteur tv